# Мін Тейн
Мін Тейн (англ. Min Thein) — м'янмський дипломат. Надзвичайний і Повноважний Посол М'янма в Україні за сумісництвом (2008—2012).

## Життєпис
З 21 серпня 2006 по 27 жовтня 2012 рр. — Надзвичайний і Повноважний Посол М'янма в РФ
16 листопада 2006 року — вручив вірчі грамоти Президенту РФ.
З 4 березня 2008 по 27 жовтня 2012 рр. — Надзвичайний і Повноважний Посол М'янма в Україні за сумісництвом.
4 березня 2008 року — вручив вірчі грамоти Президенту України Вікторові Ющенку.
З 21 листопада 2012 року — Надзвичайний і Повноважний Посол М'янма в Австралії.